# Cacia melanopsis
Cacia melanopsis là một loài bọ cánh cứng trong họ Cerambycidae.